# George Henry Kinahan
George Henry Kinahan (* 19. Dezember 1829 in Dublin; † 5. Dezember 1908 in Clontarf bei Dublin) war ein irischer Geologe.

## Leben und Wirken
George Henry Kinahan war der dritte Sohn der insgesamt 15 Kinder des Barristers Daniel Kinahan (1797–1859) und dessen Frau Louisa Anne Stuart (geborene Millar). Er begann eine Ausbildung am Trinity College in Dublin und erhielt 1853 ein Diplom als Bauingenieur. Anschließend war Kinahan kurz beim Bau des Eisenbahnviaduktes über die Boyne in Drogheda beschäftigt, bevor er am 21. August 1854 dem von Joseph Beete Jukes geleiteten Geological Survey of Ireland beitrat.
Am 12. November 1855 heiratete er Harriette Anne Gerrard († 1892), mit der er mehrere Kinder hatte. Kinahan wurde am 23. März 1861 zum „Senior Geologist“ und am 1. März 1869 zum „District Surveyor“ befördert. Am 31. August 1890 wurde er in den Ruhestand versetzt.
Kinahan war  Mitautor von 26 Memoirs of the Geological Survey of Ireland.  Außerdem schrieb er zahlreiche Artikel für das Journal of the Geological Society of Dublin. Für die Zeitschriften der Kilkenny and South-East of Ireland Archaeological Society und der Royal Historical and Archaeological Association of Ireland verfasste Kinahan Artikel über Crannógs. Häufig schrieb er ebenfalls Beiträge für The Irish Naturalist und das Geological Magazine. Seine nachhaltigste Veröffentlichung war die Economic Geology of Ireland, die auf zwischen 1886 und 1888 vor der Royal Geological Society of Ireland gehaltenen Vorträgen beruhte.
George Henry Kinahan wurde auf dem Friedhof der Church of Ireland in Avoca (County Wicklow) beigesetzt. Einer seiner älteren Brüder war John Robert Kinahan (1828–1863), der am Museum of Irish Industry Naturgeschichte lehrte.

## Schriften (Auswahl)
- A handy-book of rock names, with brief descriptions of the rocks. Robert Hardwicke, London 1873.
- Valleys and their Fissures, Fractures, and Faults. Trübner & Co., London 1875.
- Manual of the Geology of Ireland. C. K. Paul & Co., London 1878.
- A Handy-Book on the Reclamation of Waste Lands in Ireland. Dublin 1882.
- Economic Geology of Ireland. [Williams, Edinburgh 1889].
- Superficial and agricultural geology - Ireland - No. 1 Lime. Sealy, Bryers & Walker, Dublin 1908.
- Superficial and agricultural geology - Ireland - No. 2 Soils. Sealy, Bryers & Walker, Dublin 1908.